# Криниченко-Вільбах Павло Федотович

Криниченко-Вільбах Павло Федотович (1895—1937)

Павло Федотович Криниченко-Вільбах (14 січня 1895 — 21 квітня 1937) — секретар райкомів КП(б)У німецьких національних районів — Молочанського району Запорізької області й Карл-Лібкнехтівського району Одеської області, директор Чернігівського технікуму механізації сільського господарства.

## Життєпис
Українець. Народився 14 січня 1895 р. в с. Велика Мамайка Єлизаветградського повіту Херсонської губернії (зараз с. Підгайці Кропивницького району Кіровоградської області).

Під час 1-ї Світової війни потрапив у полон. У 1919 р. вступив до Компартії Німеччини, взявши псевдонім Вільбах (Wilbach або Willbach). Працював в комітеті з репатріації російських полонених. Член Комінтерну. У 1920 р. автоматично став членом РКП(б).

Після повернення в Радянську Росію працював завідувачем агітпропом Коростенського Укома та Житомирського Губкома РКП(б), з січня 1926 р. по вересень 1927 р. — завідувачем Чернігівською Губсовпартшколою. З вересня 1927 р. по 1929 рр. працював відповідальним секретарем радянського консульства в Чехословаччині.
Керівник делегації компартії Західної України при ЦК КП(б)У.

З липня 1929 р. направлений в заселені німцями райони півдня України. Надіслав листа до ЦК КП(б)У з аргументацією проти колективізації високоефективних німецьких хазяйств та зміни адміністративно-територіального підпорядкування німецьких національних районів. Протягом серпня-листопада 1932 р. — перший секретар райкому КП(б)У Молочанського (Гальбштадтського) району Запорізької обл. Звільнений з посади за невиконання (10 %) нереального плану хлібозаготівель. З 1933 по 1935 рр. — секретар райкому КП(б)У Карл-Лібкнехтовського (Ландауського) району Одеської області.

З 1935 р. директор Чернігівського технікуму механізації сільського господарства.

24 лютого 1936 р. заарештований в Чернігові за адресою: вул. Горького, буд.7 у сфабрикованій справі т. зв. «Національного союзу німців на Україні» разом з Й. Ф. Гафтелем, секретарем райкому КП(б)У в Зельцькому районі; Г. В. Гартуном, оргінструктором райжилвідділу в Одесі; І. Ф. Гебгартом, завідувачем бюро німецької секції ЦК ВКП(б) і німецької секції ЦК КП(б)У, начальником управління обслуговування іноземців «Інтурист» у Москві; Л. І. Гохштегером, директором німецького медичного технікуму в Молочанську, та ін. Звинувачений в участі у контрреволюційній організації та шпигунстві на користь германської розвідки.

На закритому засіданні військового трибуналу Київського військового округу 21 січня 1937 р. П. Ф. Криниченка-Вільбаха засуджено до розстрілу.

Військова колегія Верховного Суду СРСР 2 березня 1937 р., розглянувши касаційну скаргу П. Ф. Криниченка-Вільбаха, залишила вирок у силі.

Вирок виконаний 21 квітня 1937 р. в м. Києві. Похований поблизу с. Биковня під Києвом; точне місце поховання невідоме.

Реабілітований постановою Військової колегії Верховного Суду СРСР від 26 вересня 1956 р. за відсутністю складу злочину.

## Сім'я
Жінка — Криниченко (Ковальова) Єлизавета Петрівна (м. Вовчанськ Харківської обл., 5 вересня 1900—1983).

Син — Криниченко Вілен Павлович (м. Житомир, 17 листопада 1925).

Після арешту П. Ф. Криниченка-Вільбаха вся сім'я репресована. Криниченко Є. П. була заарештована 21 вересня 1937 р. та засуджена до 8 років виправно-трудових таборів як член сім'ї зрадника Батьківщини і виключена з партії як така, що втратила партійну пильність. Відбувала покарання в таборі «Воркутакомбінатвугілля», Комі АРСР. З 1947 р. жила в м. Алма-Ата.